# Vasco da Gama Futebol Clube
O Vasco da Gama Futebol Clube, referido como Vasco da Gama ou Vascão, é um clube esportivo brasileiro sediado em Caxias do Sul, no Rio Grande do Sul. Fundado em 16 de março de 1953, sua modalidade principal é o futebol de salão.
Recebeu destaque nacional ao disputar a Liga Nacional de Futsal em 1996 — sendo vice-campeão diante do Internacional — e 1997. Atualmente, concentra atividades em competições municipais amadoras e formação de atletas.

## História

### Fundação e estrutura
O Vasco da Gama foi fundado em 16 de março de 1953, por iniciativa de Walter Nery de Campos, torcedor do clube homônimo do Rio de Janeiro. Sua primeira diretoria solicitou e conseguiu permissão do presidente do clube carioca da época, Cyro Aranha, para a utilização do mesmo nome e da mesma cor.
O primeiro jogo da história do Vasco foi realizado contra o Grêmio Esportivo ZY-F3, da Rádio Caxias do Sul, sendo disputado no campo do Tupy. A partida terminou com vitória vascaína por 8 a 3. Em 1981, o clube adquiriu duas chácaras junto ao Jockey Club. Em 1983, somou ao seu patrimônio uma gleba de terras de sete hectares, localizado em São Marquinhos, onde pretendia construir um campo de futebol. As obras chegaram a ser iniciadas, mas o clube constatou que o terreno não oferecia as condições adequadas.

### Futebol de salão
Desenvolvendo inicialmente a prática do futebol amador, o Vasco da Gama criou em 1960 o departamento de futebol de salão, filiando-se à Liga Caxiense de Futebol de Salão em 1962. Neste esporte, o clube obteve seus melhores resultados. Em 1964 e 1985, foi o terceiro colocado no Campeonato Gaúcho de Futsal. 
No final de 1986, o Vasco da Gama foi autorizado pela Prefeitura de Caxias do Sul, por meio da Lei Municipal nº 3.105, a construir um ginásio e sua sede social num terreno público no bairro Pio X. O Ginásio de Esportes do Vasco da Gama, popularmente conhecido como Vascão, foi inaugurado em 16 de março de 1989, por ocasião dos 36 anos do Vasco da Gama. Em 2014, ele foi entregue para ser administrado pela Prefeitura de Caxias do Sul.
Em 1996, obteve dois vices nacionais enfrentando equipes gaúchas nas finais: o da Taça Brasil, perdendo o título para seu maior rival, a Enxuta, e o da Liga Nacional de Futsal, perdendo o título para o Inter/Ulbra. No mesmo ano, o Vasco terminou na quarta colocação do Estadual da Série Ouro.

## Títulos
| MUNICIPAIS              | MUNICIPAIS                  | MUNICIPAIS        | MUNICIPAIS                                |
|                         | Competição                  | Títulos           | Temporadas                                |
| ----------------------- | --------------------------- | ----------------- | ----------------------------------------- |
|                         | Campeonato Amador de Futsal | 7                 | 1965, 1969, 1970, 1971, 1973, 1974 e 1975 |
| Torneio de Início       | 2                           | 1963 e 1965       |                                           |
| Torneio de Encerramento | 3                           | 1963, 1964 e 1965 |                                           |

### Outras conquistas
- Torneio da Festa da Uva: 1965 e 1984

### Campanhas de destaque
- Liga Nacional de Futsal: vice-campeão em 1996
- Campeonato Gaúcho de Futsal: semifinalista em 1996